# Chánh án Hoa Kỳ
Chánh án Hoa Kỳ (chief justice of the United States) là chánh án Tòa án tối cao Hoa Kỳ và quan chức cấp cao nhất của ngành tư pháp liên bang Hoa Kỳ. Đoạn 2 Khoản 2 Điều II Hiến pháp Hoa Kỳ quy định thẩm phán Tòa án tối cao do tổng thống Hoa Kỳ bổ nhiệm với sự phê chuẩn của Thượng viện. Đoạn 6 Khoản 3 Điều I mặc định sự tồn tại của chức danh chánh án Hoa Kỳ khi quy định chánh án Hoa Kỳ chủ tọa phiên luận tội tổng thống.
Chánh án Hoa Kỳ phân công việc xem xét thụ lý vụ án của Tòa án tối cao, chủ tọa tranh luận tại phiên tòa và chủ trì việc nghị án. Ngoài ra, chánh án phân công một thẩm phán soạn thảo quyết định của Tòa án tối cao trong trường hợp thuộc đa số.
Theo truyền thống, chánh án Hoa Kỳ là người thực hiện lễ tuyên thệ nhậm chức tổng thống. Chánh án là đại diện của nhánh tư pháp, giám đốc hành chính của hệ thống tòa án liên bang và người đứng đầu Hội đồng Tư pháp Hoa Kỳ, nắm quyền bổ nhiệm Văn phòng Hành chính Tòa án Hoa Kỳ. Chánh án cũng là thành viên hội đồng quản trị, viện trưởng Viện Smithsonian.
Từ khi Tòa án tối cao được thành lập vào năm 1789 thì đã có 17 người đảm nhiệm chức vụ Chánh án Hoa Kỳ. Chánh án Hoa Kỳ đầu tiên là John Jay. Từ năm 2005, chánh án Hoa Kỳ đương nhiệm là John Roberts. Năm trong số 17 chánh án Hoa Kỳ là thẩm phán Tòa án tối cao trước khi trở thành chánh án Hoa Kỳ.

## Nhiệm vụ và quyền hạn

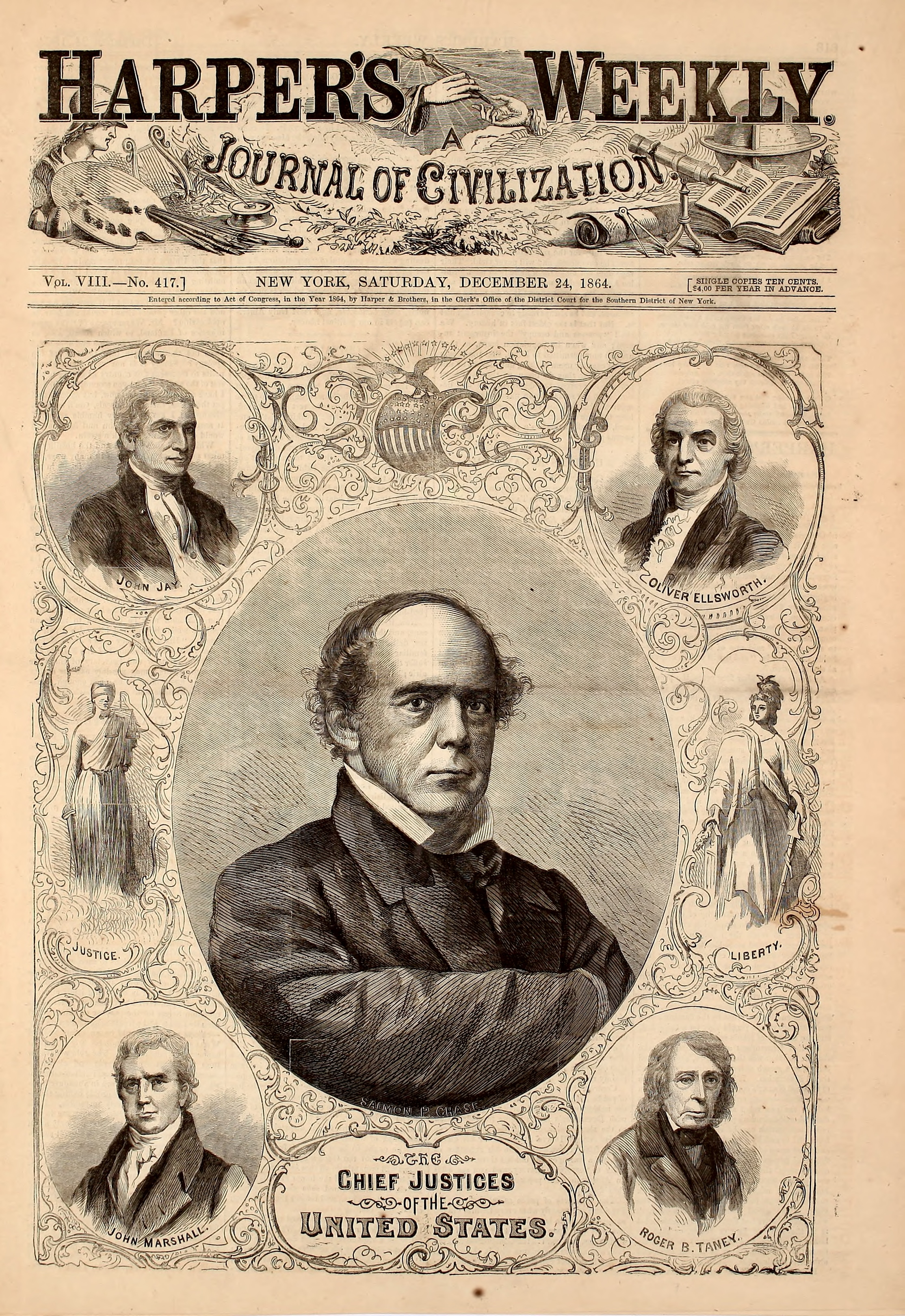
Những chánh án Hoa Kỳ (Harper's Weekly, ngày 24 tháng 12 năm 1864)